# Spoorlijn Varel - Rodenkirchen
De spoorlijn Varel - Rodenkirchen was een Duitse spoorlijn, die als spoorlijn 1530 onder beheer stond van DB Netze.

## Geschiedenis
De lijn werd door de Großherzoglich Oldenburgische Eisenbahn geopend op 30 april 1930. Tot 1958 heeft er personenvervoer plaatsgevonden en tot 1992 goederenverkeer tussen Varel en Diekmannshausen. Thans is de volledige lijn opgebroken en zijn er weinig resten zichtbaar in het landschap. Tussen Schwei en Rodenkirchen is sindsdien het Strohauser Sieltief gegraven op de plek van de bedding.